# Sertão do Macabu
Sertão do Macabu é uma antiga denominação da região compreendida entre o Rio São Pedro e o Rio Macabu, citada amplamente por cronistas e viajantes dos séculos XVIII e XIX, como Joaquim do Couto Reys, J. Norberto e Monsenhor Francisco Pizarro.